# Центр электрических нагрузок
Центр электрических нагрузок (ЦЭН) — точка, в которой показатели разброса потребителей электроэнергии в системе электроснабжения имеют наименьшее значение.
При проектировании систем электроснабжения важным является вопрос о наиболее выгодном расположении источника питания потребителей электроэнергии. Доказано, что наиболее оптимальным расположением источника питания (главная понижающая подстанция, центральная подстанция и др.) является точка, в которой находится центр электрических нагрузок. Координаты ЦЭН вычисляются аналогично координатам центра масс в механике:
{\displaystyle x_{c}={\frac {\sum \limits _{i}P_{i}x_{i}}{\sum \limits _{i}P_{i}}},}
{\displaystyle y_{c}={\frac {\sum \limits _{i}P_{i}y_{i}}{\sum \limits _{i}P_{i}}},}
где {\displaystyle \sum \limits _{i}P_{i}} — суммарная мощность потребителей электрической энергии; 
{\displaystyle x_{i}} и {\displaystyle y_{i}} — координаты {\displaystyle i}-го потребителя.
Если источник питания находится в ЦЭН, то затраты на систему электроснабжения достигают наименьшего значения, когда нагрузки приёмников распределены симметрично относительно этого центра.
Однако обычно расположить источник питания в центре электрических нагрузок не удаётся. В этом случае рекомендуется смещать источник питания в сторону высоковольтных линий.
На практике мощность, потребляемая разными потребителями, с течением суток меняется, и ЦЭН меняет своё положение. Поэтому источник питания рекомендуется размещать в центре зоны рассеяния центра электрических нагрузок.